# 玉素甫夫·莫合买提江
玉素甫夫·莫合买提江（Юсіпов Мұхаметжан ？—？）哈萨克族，新疆伊犁人，中国人民解放军北疆军区参谋长。

## 生平
1952年7月，玉素甫夫·莫合买提江加入中国共产党。1954年12月到1961年1月，任中国人民解放军北疆军区参谋长。